# 조현옥 (성우)
조현옥은 대한민국의 성우이다. 1988년 KBS에 입사했으며, 현재는 KBS 21기이다. 한국방송 성우극회 소속.